# Lila Clunas
Lila Clunas, geboren als Maggie Eliza Clunas (* 10. August 1876 in Glasgow; † 29. Dezember 1968 in Dundee) war eine schottisch-britische Lehrerin, Suffragette und Stadträtin der Labour Party im Dundee City Council.

## Leben
Lila Clunas wurde als Tochter von Elsie Melvin und Hugh Clunas, einem Kleiderladenbesitzer, geboren. Sie hatte zwei Schwestern, Jessie und Elsie. Sie besuchte die Bell Baxter High School in Cupar und schloss ihre Lehrerausbildung am Moray House Teacher Training College in Edinburgh ab. Danach zog sie nach Dundee, wo sie an der Brown Street Elementary Public School unterrichtete. Clunas war Mitglied des Dundee Board of Education.
1906 trat sie der Women’s Social and Political Union (WSPU) bei. Im folgenden Jahr trat sie der Women’s Freedom League (WFL) bei und war von 1908 bis 1912 Sekretärin des Zweigs in Dundee, als sie von Annot Robinson als Sekretärin abgelöst wurde. Auch ihre Schwestern engagierten sich im WFL-Zweig in Dundee; Jessie war Mitglied und Elsie fungierte bis 1913 als Schatzmeisterin. Zu ihren politischen Aktivitäten als Suffragette gehörten Zwischenrufe während Veranstaltungen, Protestdelegationen und das Verfassen von Briefen und das Schreiben an die Presse.
Im Oktober 1907 unterbrach Clunas den damaligen Schatzkanzler H. H. Asquith während eines Besuchs in Newport-on-Tay, Fife, mit Zwischenrufen. Im November 1907 nahm Clunas zusammen mit Agnes Husband und Annot Robinson an der Rede des Abgeordneten Edmund Robertson vor seinen Wählern in der Gilfillan Hall in Dundee teil, bei der Clunas Robertson fragte, ob er für das Frauenwahlrecht sei. Als er dies verneinte, beantragte Wilkie ein Misstrauensvotum gegen Robertson.
1908 wurde sie von einer Wahlveranstaltung für Winston Churchill ausgeschlossen. Im Dezember 1908 begann Clunas eine anhaltende Briefkampagne an Winston Churchill, dem Abgeordneten für Dundee und Präsident des Board of Trade. In Erwartung der bevorstehenden Besuche Churchills in Dundee wurde Clunas als Sekretärin der WFL vor Ort angewiesen, zu erfragen, „ob Herr Churchill anlässlich seines nächsten Besuchs in Dundee eine Abordnung des Dundee-Zweiges der WFL zur Frage des Frauenwahlrechts empfangen würde“. Nach einer anfänglichen Absage Churchills hielt Clunas das ganze Jahr 1909 über den Briefwechsel mit seinem Sekretär aufrecht und erwirkte schließlich im Oktober 1909 ein 30-minütiges Gespräch mit neun Mitgliedern der Dundee-WFL.
1909 hielt sie Streikposten im Unterhaus ab. Im selben Jahr schloss sie sich einer WSPU-Deputation zum Parlament des zu den regulären Sitzungen parallel abgehaltenen Frauenparlaments in Caxton Hall an. Sie wurde verhaftet, als sie Premierminister Asquith eine Petition zu überreichen versuchte; es wurde behauptet, sie habe versucht, ihm einen Schlag zu versetzen. Sie wurde wegen Behinderung angeklagt und zu drei Wochen Gefängnis verurteilt. Sie wurde im Holloway Prison inhaftiert und war die erste Suffragette aus Dundee, die dort inhaftiert war. Sie trat in einen Hungerstreik, wurde aber vorzeitig entlassen – „in Anbetracht aller Umstände und als Akt der Gnade“.
Am 11. September 1912 versuchte sie in den Saal in Dundee zu gelangen, in dem Winston Churchill eine Rede halten sollte, aber man ließ sie nicht hinein. Stattdessen heftete sie sich eine Karte an die Brust und ging zum Postamt. Sie bat darum, als „menschlicher Brief“ per Eilboten zu Churchill gebracht zu werden. Der Ansatz war im Jahr 1909 in London schon durch Daisy Solomon und Elspeth McClelland versucht worden, was dazu führte, dass die Postämter in der Region London angewiesen wurden, solche Aktionen nicht zu akzeptieren. Diese Anweisung hatte Schottland jedoch nicht erreicht, so dass Clunas' Antrag bei der Post angenommen wurde. Aber genau wie 1909 wurde ihr Versuch, tatsächlich zugestellt zu werden, abgelehnt.
1914 wurde sie von einem Treffen mit Ramsay MacDonald ausgeschlossen, was zu einer Spaltung zwischen den Suffragetten und der Labour Party in Dundee führte.
Aus der Zwischenkriegszeit ist wenig bekannt. Clunas wurde 1943 als Ratsmitglied der Labour Party in den Stadtrat von Dundee gewählt und war bis 1964 im Amt. Sie interessierte sich für das Bildungswesen und setzte sich für Bibliotheken und Parks ein.
Clunas starb am 29. Dezember 1968 in Dundee.
Im Jahr 2008 wurde das Gebäude der Brown Street Elementary School mit einer Gedenktafel zu Clunas' Ehren versehen und wurde Teil des Rundgangs Dundee Women's Trail.